# Happier than Ever (singolo)
Happier than Ever è un singolo della cantante statunitense Billie Eilish, pubblicato il 4 settembre 2021 come sesto estratto dall'album omonimo.

## Descrizione

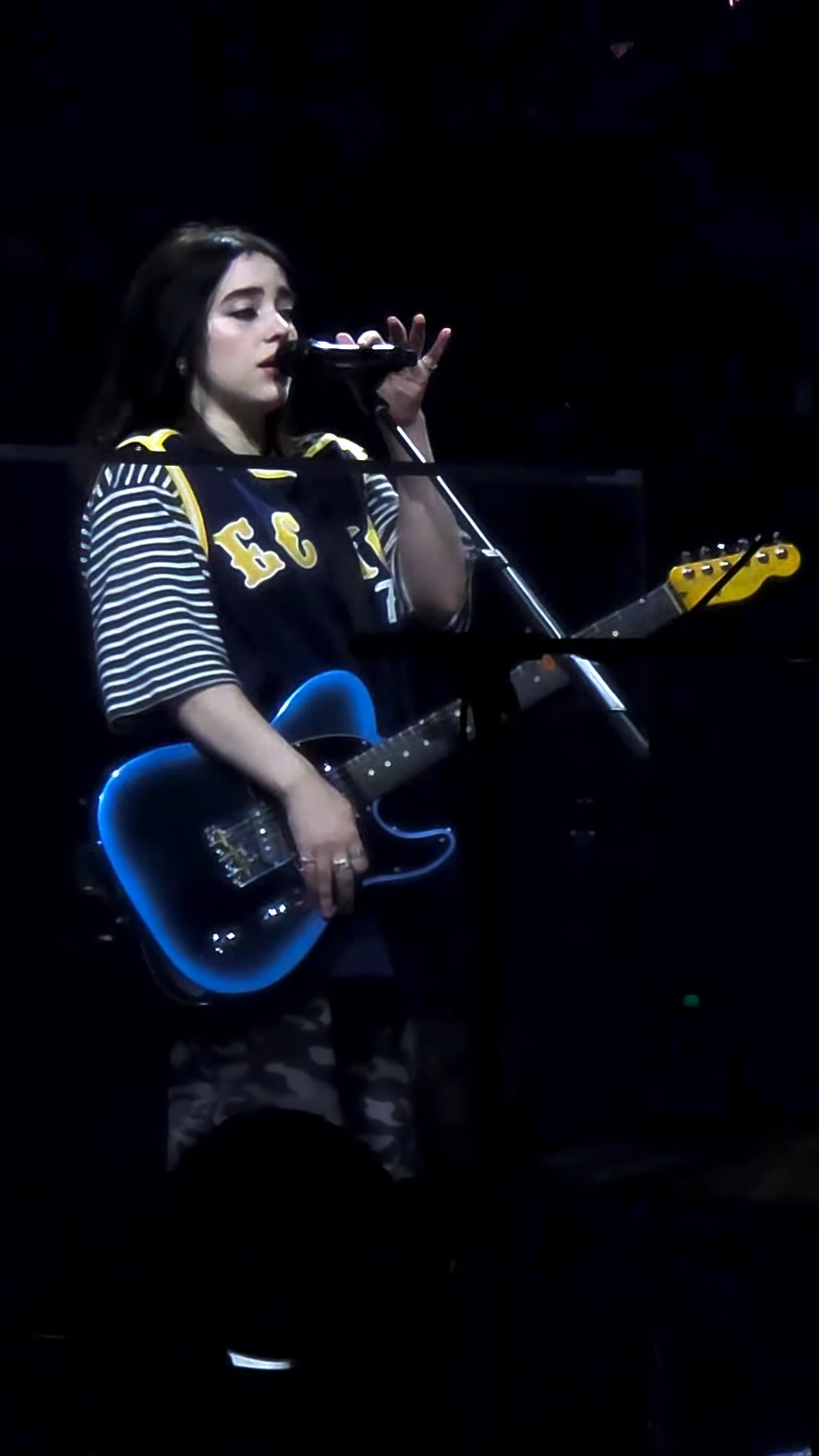
Billie Eilish mentre si esibisce sulle note di Happier than Ever al Kia Forum di Inglewood durante il Hit Me Hard and Soft: the Tour nel dicembre 2024

Quindicesima traccia del disco, il brano presenta una prima parte dove assume le caratteristiche di una ballata, accompagnata da elementi soul, per poi passare ad una seconda sezione più intensa che prende forma nel pop punk, nel rock alternativo in stile anni novanta. Il testo racconta di una delusione amorosa e della fine di una relazione.

## Video musicale
Il video musicale, come per gran parte delle clip precedenti, è stato diretto dalla stessa Eilish ed è stato reso disponibile su YouTube in concomitanza con l'uscita dell'album. È stato candidato ai Grammy Awards 2022 nella categoria di miglior videoclip.

## Tracce
1. Happier than Ever (Edit) – 2:31

## Classifiche

### Classifiche settimanali
| Classifica (2021-22) | Posizione massima |
| -------------------- | ----------------- |
| Australia            | 3                 |
| Austria              | 12                |
| Belgio (Fiandre)     | 28                |
| Canada               | 6                 |
| Danimarca            | 11                |
| Finlandia            | 11                |
| Francia              | 39                |
| Germania             | 23                |
| Grecia               | 4                 |
| Irlanda              | 3                 |
| Islanda              | 11                |
| Italia               | 53                |
| Libano               | 15                |
| Lituania             | 8                 |
| Norvegia             | 5                 |
| Nuova Zelanda        | 4                 |
| Paesi Bassi          | 15                |
| Panama               | 48                |
| Paraguay             | 147               |
| Perù                 | 55                |
| Portogallo           | 6                 |
| Regno Unito          | 4                 |
| Repubblica Ceca      | 12                |
| Singapore            | 5                 |
| Slovacchia           | 10                |
| Spagna               | 60                |
| Stati Uniti          | 11                |
| Sudafrica            | 8                 |
| Svezia               | 13                |
| Svizzera             | 13                |
| Ungheria             | 10                |

### Classifiche di fine anno
| Classifica (2021) | Posizione |
| ----------------- | --------- |
| Australia         | 39        |
| Austria           | 52        |
| Canada            | 53        |
| Irlanda           | 34        |
| Islanda           | 58        |
| Nuova Zelanda     | 45        |
| Paesi Bassi       | 98        |
| Portogallo        | 47        |
| Regno Unito       | 55        |
| Stati Uniti       | 94        |
| Svizzera          | 71        |
| Ungheria          | 39        |
| Classifica (2022) | Posizione |
| Australia         | 32        |
| Belgio (Fiandre)  | 159       |
| Brasile           | 164       |
| Islanda           | 78        |
| Lituania          | 42        |
| Nuova Zelanda     | 36        |
| Regno Unito       | 68        |
| Classifica (2023) | Posizione |
| Portogallo        | 168       |

## Date di pubblicazione
| Paese  | Data di pubblicazione | Formato                      | Nota   |
| ------ | --------------------- | ---------------------------- | ------ |
| Mondo  | 4 settembre 2021      | Download digitale, streaming | [ 60 ] |
| Italia | 10 settembre 2021     | Airplay                      | [ 61 ] |